# Amedeo Luccichenti
Amedeo Luccichenti (Isola del Liri, 8 gennaio 1907 – Neuilly-sur-Seine, 10 ottobre 1963) è stato un architetto italiano.

## Biografia
Ultimo dei quattro figli di Cristina Andreotti e Tito Luccichenti, direttore di una cartiera; era il fratello minore di Ugo, Giuseppe ed Anna Luccichenti. Crebbe a Grottaferrata, città natia della famiglia, e si laureò nel 1934 presso la Regia scuola superiore di architettura di Roma.
Ottenuta l'abilitazione come architetto, iniziò nel 1937 un lungo e proficuo sodalizio professionale con Vincenzo Monaco, col quale fondò uno studio e progettò un edificio turistico in montagna. Nel 1938 Luccichenti progettò il fornice celebrativo della via Aurelia presso Santa Marinella in occasione della visita a Roma di Adolf Hitler e nello stesso anno, insieme a Monaco, progettò il padiglione dei minerali ferrosi alla Mostra autarchica del Minerale italiano presso il Circo Massimo di Roma. Tra il 1938 e il 1939 Luccichenti e Monaco progettarono il loro primo edificio: una villa per la famiglia Petacci su via della Camilluccia; Luccichenti ottenne l'incarico dato che era amico di Clara, divenuta compagna di Benito Mussolini. La villa era un ottimo esempio di architettura razionalista, fortemente influenzata dalle opere di Le Corbusier (tra cui villa de Monzie a Garches e villa Savoye a Poissy), ma fu demolita nel 1975 per far posto al complesso di edifici dell'ambasciata irachena in Italia. I due ottennero una discreta notorietà presentando un progetto per il palazzo dei Congressi dell'Esposizione universale del 1942, classificandosi al secondo posto dietro al progetto vincitore di Adalberto Libera.
Il 31 dicembre 1938 sposò Lina Francucci, con la quale ebbe due figli: Tito e Furio; tra i testimoni di nozze vi fu anche l'urbanista e architetto Ludovico Quaroni. Tra il 1941 e il 1943 visse a Zara, allora capitale del governatorato della Dalmazia, dove lavorò a diversi progetti su incarico del governatore Giuseppe Bastianini. Nello stesso periodo fu amico di Giuseppe Pagano, col quale condivise la lotta contro il "retorico monumentalismo dell'architettura ufficiale del regime fascista".
Grazie al suo carattere estroverso coltivò diversi rapporti sociali, stringendo amicizia con Alberto Burri, Giuseppe Capogrossi, Mario Mafai, per conto del quale ristrutturò insieme a Monaco il suo studio, e Eduardo de Filippo, che ospitò per alcuni mesi nella sua casa nel corso del 1944.
La sua attività professionale, svolta soprattutto in collaborazione con Monaco, si fece più proficua nel dopoguerra. Dopo aver progettato un edificio residenziale a Taranto, tra il 1948 e il 1950 Luccichenti e Monaco furono incaricati di realizzare tre palazzine nel quartiere Parioli di Roma in viale Parioli, via Archimede e via di San Valentino, seguite da altre quattro palazzine in via di San Valentino, via Ombrone e via San Crescenziano (queste ultime due nel quartiere Trieste). Tra il 1952 e il 1953 i due progettarono anche due palazzine in via del Circo Massimo e un edificio per uffici in via Emanuele Gianturco. Nello stesso periodo seguirono altre sette palazzine nel quartiere Parioli, due ville sulla via Aurelia a Santa Marinella e due villini a Roma, sull'Aurelia Antica e a Monte Mario.
Tra il 1957 e il 1960 Luccichenti e Monaco lavorarono a diversi progetti di particolare importanza, anche grazie al favore della Democrazia Cristiana e del Presidente della Repubblica Giovanni Gronchi: presentarono un progetto per l'aerostazione dell'aeroporto di Roma-Fiumicino, del quale alcune soluzioni furono integrate al progetto vincitore realizzato da Riccardo Morandi e Andrea Zavitteri; con Lodovico Barbiano di Belgiojoso, Ignazio Gardella, Enrico Peressutti, Giuseppe Perugini, Ludovico Quaroni ed Ernesto Nathan Rogers realizzarono il padiglione italiano per l'Esposizione universale di Bruxelles del 1958; progettarono villa del Gombo, all'interno della tenuta di San Rossore; con Vittorio Cafiero, Adalberto Libera e Luigi Moretti progettarono nel 1958 il villaggio Olimpico su incarico dell'Istituto nazionale per le case degli impiegati statali (INCIS) per le olimpiadi del 1960; nei primi anni '60 progettarono la sede della Società Italiana degli Autori ed Editori (SIAE) su viale dell'Arte nel quartiere Europa.
Morì a Neuilly-sur-Seine il 10 ottobre 1963.
L'archivio storico dello studio Monaco-Luccichenti è stato acquistato nel 2015 dalla Fondazione Museo delle arti del XXI secolo.